# Гафез
Гафез, справжнє ім'я Гаглойти Федір Захарович (29 вересня (11 липня) 1913, Баку — 12 серпня 1983, Цхінвалі, Південна Осетія, Грузія) — осетинський радянський письменник. Писав осетинською, грузинською і російською мовами. Переклав окремі твори Тараса Шевченка.

## Біографія
У 1940 році закінчив Південно-Осетинський педагогічний інститут (місто Цхінвалі). Учасник 2-ї світової війни. Протягом 1955—1973 років очолював Південно-Осетинський відділ спілки письменників СРСР.

## Творчість
Поезії почав друкувати 1935 року. Перша поетична збірка — «Акорди фандира» вийшла друком у 1940 році. Вірші воєнних років увійшли до збірки «Життя миле», виданної 1948 року. Автор збірок «Мир» (1952), «Рідне вогнище» (1959), поем «Амінат» (1949), «Дубовий гай» (1956).
Писав також прозові твори (збірка оповідань «Лампочка Дзадж», 1961; роман «Добрий день, люди!», 1966).
Україні присвятив вірші «Чому тебе кохаю», «Україні», «Дніпро», «Тарасу Шевченку», «Кобзареві», «На Чернечій горі». Написав статтю «У Києві. Із зошита письменника» (1954) — про українсько-осетинські літературні зв'язки повоєнного часу. Переклав 22 вірші Т. Шевченка та окремі твори П. Тичини, В. Сосюри, А. Малишка, О. Гончара. Упорядкував збірки осетинських перекладів творів Т. Шевченка (1954) та І. Франка (1956) і написав до них передмови.

## Премії
- Премія ім. К. Хетегурова (1981).

## Українські переклади
- (Вірші). // Сузір'я, в. 3. — К., 1969.
- (Вірші). // Високий обрій. — О., 1974.
- (Вірші) // Голоси гір та степів. — О., 1987.